# JuJu Smith-Schuster
John Sherman Smith-Schuster, detto JuJu (Long Beach, 22 novembre 1996), è un giocatore di football americano statunitense che milita nel ruolo di wide receiver per i Kansas City Chiefs della National Football League (NFL).

## Carriera

### Pittsburgh Steelers
Smith-Schuster al college giocò a football con gli USC Trojans dal 2014 al 2016. Fu scelto nel corso del secondo giro (62º assoluto) nel Draft NFL 2017 dai Pittsburgh Steelers. Debuttò come professionista partendo come titolare nella gara del primo contro i Cleveland Browns. La settimana successiva segnò il suo primo touchdown su passaggio del quarterback Ben Roethlisberger contro i Minnesota Vikings. Il 29 ottobre, nella seconda gara come titolare in carriera, ricevette un nuovo primato personale di 193 yard, incluso un touchdown da 97 yard nella vittoria sui Detroit Lions che fu la ricezione più lunga dell'anno di tutta la NFL. Per questa prestazione fu premiato come miglior giocatore offensivo dell'AFC della settimana.

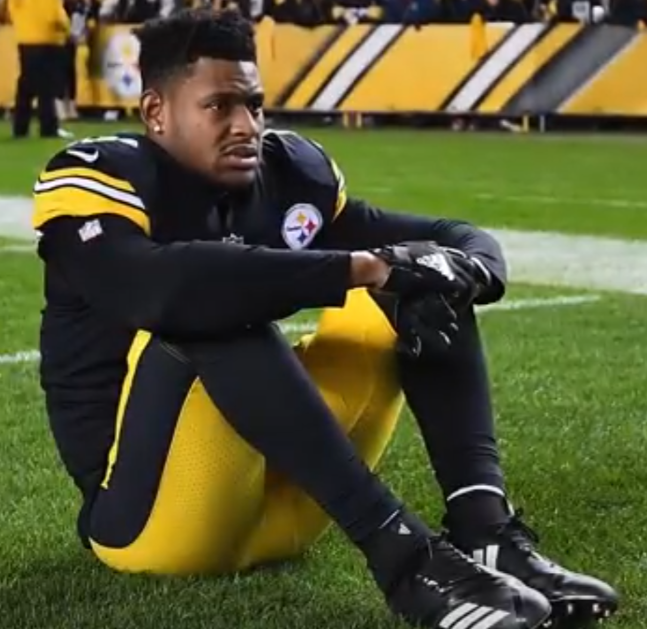
Smith-Schuster nel 2018

Il 5 dicembre Smith-Schuster fu sospeso per una partita per un colpo proibito su Vontaze Burfict dei Cincinnati Bengals nel Monday Night Football della settimana 12. Nell'ultimo turno della stagione regolare ricevette 9 passaggi per 143 yard e ritornò un pallone nel quarto periodo per 96 yard in touchdown, venendo premiato come giocatore degli special team della AFC della settimana. La sua prima stagione regolare si chiuse diventando il giocatore più giovane della storia a guadagnare mille yard complessive tra quelle dalla linea di scrimmage e quelle su ritorno. Le sue 917 yard ricevute batterono il record di franchigia per un rookie di Jimmy Orr stabilito nel lontano 1958. Nella prima gara di playoff in carriera segnò un touchdown su ricezione ma Pittsburgh fu eliminata dai Jacksonville Jaguars.
Dopo la cessione di Martavis Bryant agli Oakland Raiders, nel 2018 Smith-Schuster fu promosso a titolare accanto ad Antonio Brown. La sua seconda stagione iniziò con 9 ricezioni per 116 yard nel pareggio 21–21 contro i Cleveland Browns. Sette giorni dopo ricevette un primato personale di 13 passaggi per 121 yard e un touchdown nella sconfitta 42–37 con i Kansas City Chiefs. Il 25 novembre Smith-Schuster stabilì un altro record NFL contro i Denver Broncos diventando il primo giocatore a segnare 2 touchdown offensivi da almeno 97 yard. Concluse quella gara con 13 ricezioni per 189 yard nella sconfitta. La sua stagione si chiuse guidando la squadra con 111 ricezioni e 1.426 yard, venendo convocato per il suo primo Pro Bowl al posto dell'infortunato compagno Antonio Brown.
Nel secondo turno della stagione 2019 Smith-Schuster divenne il giocatore più giovane a toccare le 2.500 yard ricevute superando il record di Randy Moss. Nel nono turno divenne il giocatore più giovane di sempre a toccare le 200 ricezioni in carriera. A causa di un infortunio al ginocchio saltò le ultime quattro gare della stagione, chiudendo con un minimo in carriera di 552 yard ricevute.
Smith-Schuster aprì la stagione 2020 con due touchdown nella vittoria del primo turno contro i New York Giants.

### Kansas City Chiefs
Il 18 marzo 2022 firmò un contratto annuale dal valore di 10,75 milioni di dollari con i Kansas City Chiefs. Il primo touchdown con la nuova maglia lo segnò nella sconfitta con i Buffalo Bills del sesto turno. Il 12 febbraio 2023 nel Super Bowl LVII vinto contro i Philadelphia Eagles per 38-35, Smith-Schuster ricevette 7 passaggi per 53 yard, conquistando il suo primo titolo.

### New England Patriots
Il 15 marzo 2023 Smith-Schuster firmó con i New England Patriots un contratto triennale del valore di 33 milioni di dollari. Nell'unica stagione con la squadra fece registrare 29 ricezioni per 260 yard e un touchdown.
Il 9 agosto 2024 Smith-Schuster fu svincolato.

### Ritorno ai Chiefs
Il 26 agosto 2024 Smith-Schuster firmó un contratto di un anno per fare ritorno ai Chiefs.

## Palmarès

### Franchigia
- Super Bowl : 1

Kansas City Chiefs: LVII
- American Football Conference Championship: 2

Kansas City Chiefs: 2022, 2024

### Individuale
- Convocazioni al Pro Bowl: 1

2018
- Giocatore offensivo dell'AFC della settimana: 1

8ª del 2017
- Giocatore degli special team dell'AFC della settimana: 1

17ª del 2017
- PFWA All-Rookie Team - 2017